# Classe Nimitz (romanzo)
Classe Nimitz è il primo libro di Patrick Robinson che dà inizio ad una serie di avventure marinare moderne, in una cornice tecnologica ed iperrealistica: l'autore si è avvalso della consulenza di Sir John "Sandy" Woodward, ammiraglio sommergibilista britannico che ha partecipato nel 1982 alla guerra delle Falkland come comandante della task force della Royal Navy, e vi sono diversi riferimenti all'affondamento da parte del sottomarino nucleare Conqueror dell'incrociatore argentino General Belgrano in prossimità del banco di Burdwood, una zona di elevato interesse naturalistico. 
Nella postfazione, inoltre, lo stesso Woodward, dichiara di aver cognizione del fatto che in diversi vedano il personaggio di Iain MacLean come una sua raffigurazione, ma di riconoscervisi solo in parte. Prima della narrazione si trova una prefazione che racconta dettagliatamente le funzionalità e la vita a bordo di una portaerei a propulsione nucleare statunitense della classe Nimitz, e le capacità operative del suo gruppo da battaglia.

## Trama
La USS Thomas Jefferson, una portaerei di classe Nimitz della U.S. Navy (la nave è immaginaria, ma non la sua classe di appartenenza), affonda per motivi non ben chiari; gli alti papaveri civili di Washington non sono convinti che sia un atto di guerra o terroristico, soprattutto perché temono le conseguenze di tale ammissione: una dichiarazione di guerra contro le superpotenze rivali all'America, in particolare Russia e Cina. per questo esortano il Presidente a nascondere la teoria di un siluro atomico nemico alterando la versione dei fatti.
Ma il capitano di corvetta Bill Baldridge, fratello del capo operazioni a bordo della Jefferson ed esperto ufficiale alle armi sui sottomarini, non ci crede; per lui la Jefferson è stata colpita da un siluro nucleare lanciato da un sottomarino. Nonostante lo scetticismo dei civili e grazie all'aiuto del capo di stato maggiore della Marina e del direttore della National Security Agency ammiraglio Arnold Morgan, convince il presidente degli Stati Uniti ad aprire una indagine riservata.
Questa lo porta in Inghilterra, dove il suo sospetto trova conferma: l'autore dell'attacco, nelle vesti di un ufficiale israeliano, Benjamin Adnam, è stato addestrato dagli inglesi, ed è stato l'amante della bella figlia dell'ammiraglio Iain MacLean che lo ha addestrato. Ma scavando, si scopre che in realtà Adnam è un agente iracheno infiltrato giovanissimo in Israele e mandato a studiare in Inghilterra.
Gli investigatori dimostrano anche che un sottomarino diesel-elettrico russo della classe Kilo, ufficialmente affondato, è stato in realtà "affittato" da Adnam insieme con il suo equipaggio, e tra le armi a bordo vi erano anche due siluri SAET-80 a testata nucleare.
Ma il presidente non è ancora convinto della possibilità che tra questi fatti e la distruzione della Jefferson vi sia un legame, in quanto il sommergibile russo è stato dato per disperso nel mar Nero, ed è praticamente impossibile per un sottomarino passare furtivamente lo stretto del Bosforo, data la ridotta profondità del canale. Ma Baldridge, che aveva avuto già uno scambio di idee con l'istruttore inglese, riesce a far approvare un tentativo di attraversamento per dimostrare che questo è possibile; poiché però gli americani non dispongono da tempo di sottomarini diesel-elettrici, più piccoli, silenziosi e maneggevoli di quelli nucleari, gli inglesi mettono a disposizione un sommergibile della classe Upholder, con il quale il tentativo, tra qualche rischio, va a buon fine.
Ora inizia la caccia all'assassino. Tra un lavoro di intelligence ed una strana soffiata, questo troverà sulla sua rotta per il Sud America, presso le isole Falkland, il sottomarino americano Columbia (un recente sub della classe Los Angeles), che lo affonderà dopo averlo identificato con certezza. Qualcosa fa però pensare che Adnam non fosse a bordo, e infatti, gli israeliani mandano in regalo all'ammiraglio Morgan le prove della sua supposta eliminazione avvenuta al Cairo. Ma rimangono dei dubbi...

## Edizioni
- Patrick Robinson, Classe Nimitz, traduzione di Isabella Bolech Russo, collana TEADUE, Longanesi, 1999,  p. 386, ISBN 88-7818-525-6.